# Craig MacLean

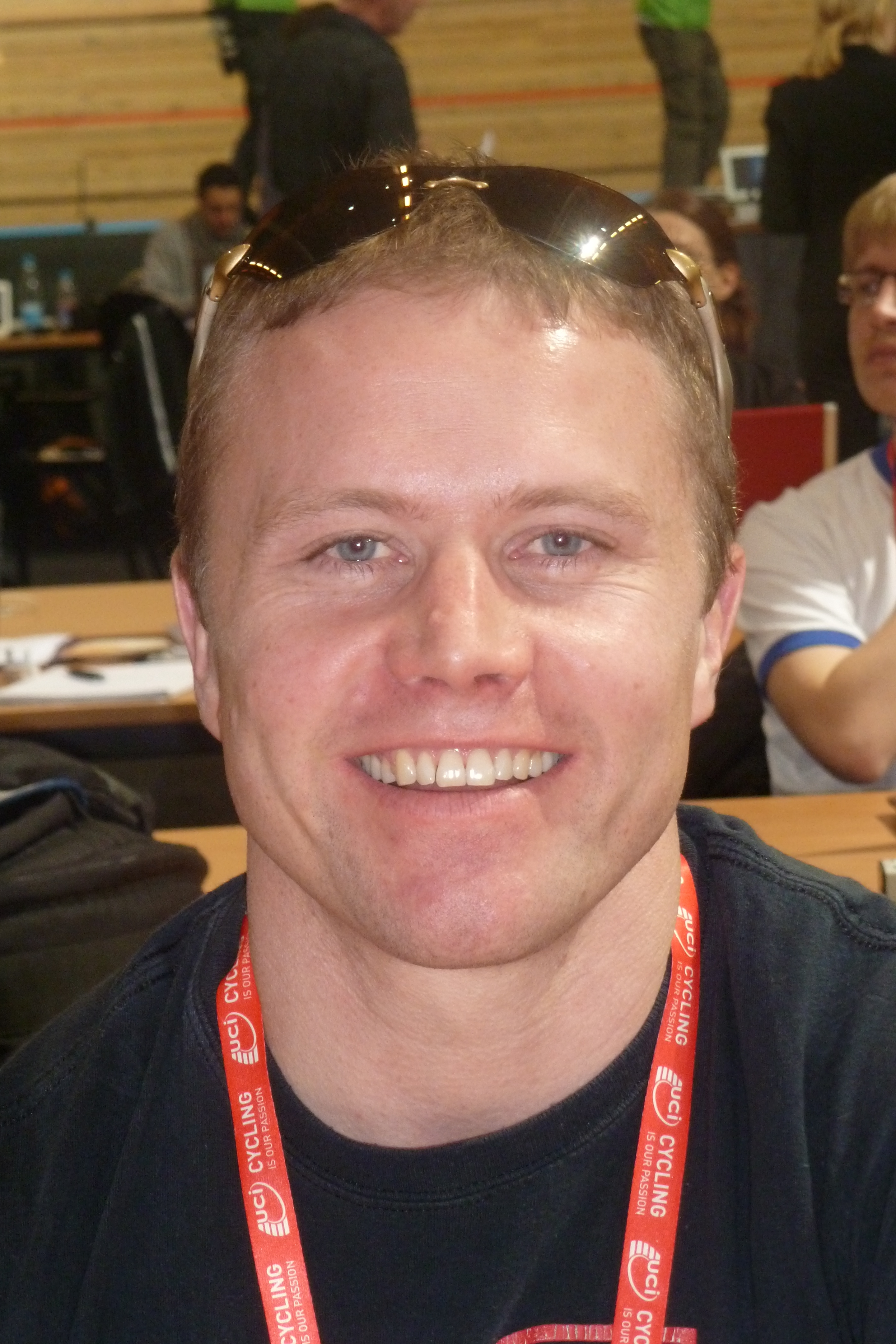
Craig MacLean

Craig MacLean (Grantown-on-Spey, 31 juli 1971) is een Schots baanwielrenner.
Op de Olympische Spelen in 2000 in Sydney behaalde MacLean zilver op het onderdeel Olympische sprint, samen met Chris Hoy en Jason Queally. Hij deed ook mee aan de Spelen in 2004 in Athene, maar daar lukte het hem niet om een podiumplaats te halen.

## Palmares
2002
- Wereldkampioenschap baanwielrennen - Olympische sprint

2003
- Britse baankampioenschappen - 1 km tijdrit
- Britse baankampioenschappen - Olympische sprint

2004
- Wereldbekerwedstrijd Manchester - 1 km tijdrit
- Wereldbekerwedstrijd Manchester - Olympische sprint
- Wereldbekerwedstrijd Sydney - sprint
- Wereldbekerwedstrijd Sydney - Olympische sprint

2005
- Wereldbekerwedstrijd Manchester (1) - Olympische sprint
- Wereldbekerwedstrijd Manchester (2) - Olympische sprint
- Britse baankampioenschappen - sprint

2006
- Gemenebestspelen - Olympische sprint
- Wereldbekerwedstrijd Moskou - Olympische sprint
- Wereldbekerwedstrijd Sydney - sprint
- Wereldbekerwedstrijd Sydney - Olympische sprint
- Britse baankampioenschappen - sprint
- Britse baankampioenschappen - Olympische sprint